# Artur Jacob-Steinorth

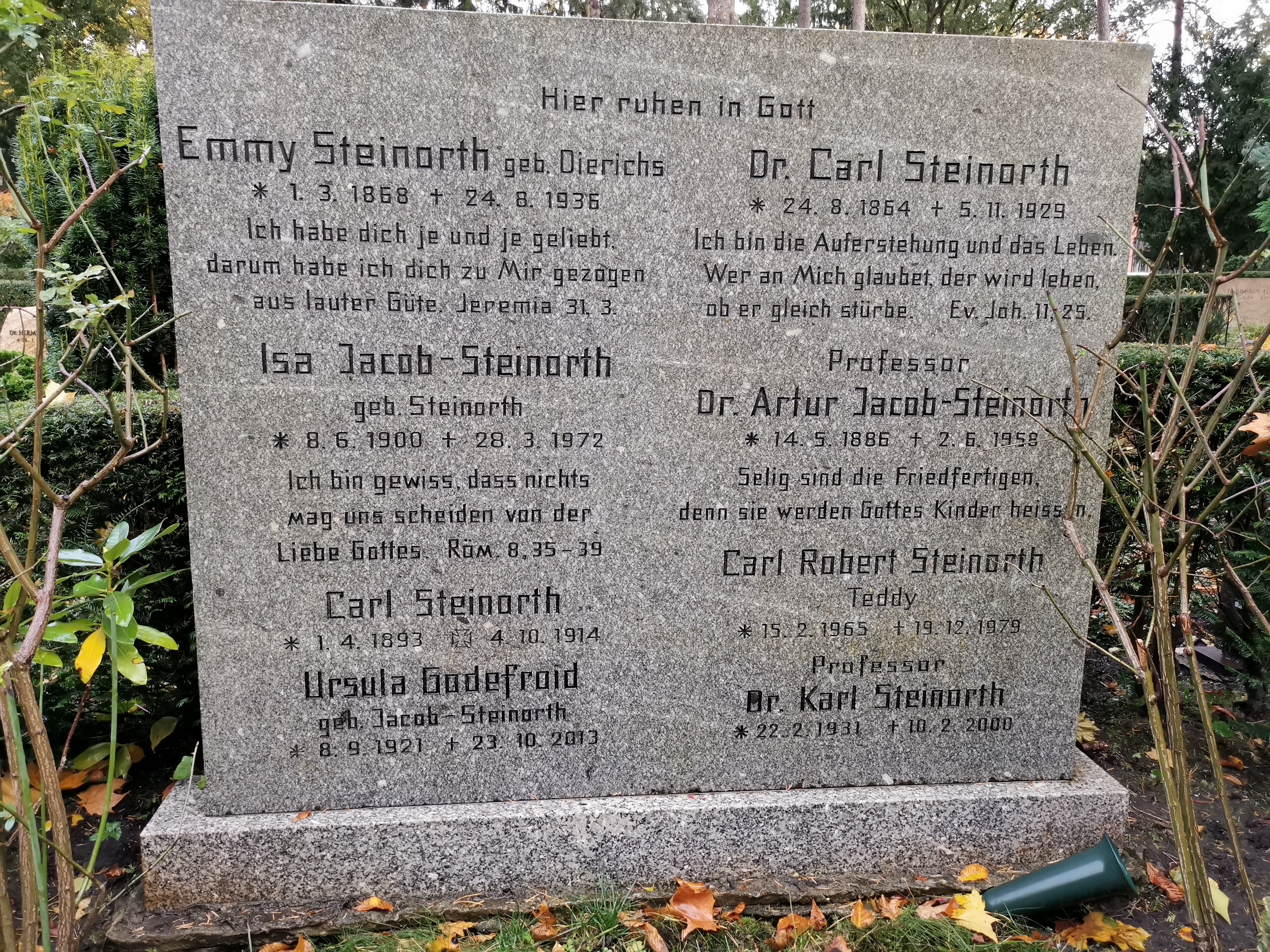
Familiengrab auf dem Evangelischen Kirchhof Berlin-Nikolassee

Artur Jacob-Steinorth (* 14. Mai 1886 in Zwickau als Artur Hermann Jacob; † 2. Juni 1958 in Dortmund) war ein deutscher Chemiker und Hochschullehrer.

## Leben und Wirken
Nach dem Schulbesuch studierte er von 1906 bis 1910 Chemie an der Technischen Hochschule Dresden. Ab 1913 war er als Agrikulturchemiker beim Deutschen Kalisyndikat Berlin tätig, wo er 1929 die Leitung der wissenschaftlichen Abteilung der Landwirtschaftlichen Versuchsstation übernahm. 1943 habilitierte er sich auf dem Fachgebiet technische Chemie an der Technischen Hochschule Dresden. Ab Juli 1949 bis zu seiner Emeritierung 1951 war er Professor mit vollem Lehrauftrag für das Gebiet der Bodenkunde und Direktor des Instituts für Bodenkunde an der Forstlichen Fakultät der Humboldt-Universität zu Berlin in Eberswalde.

## Schriften (Auswahl)
- Laboratoriumsbuch für die Düngemittelindustrie. Halle/S. 1951.
- Gewinnung und Anwendung der Kalidüngemittel. Berlin 1953.
- Die Düngung der wichtigsten tropischen Kulturpflanzen . Darmstadt 1954.
- (mit Norman Walker): Magnesium, the fifth major plant nutrient. London 1958.
- (mit Henri Charriaut): La Magnésie, cinguième élément majeur de l'alimentation des plantes. Paris 1961.